# Barling NB-3
Die Barling NB-3 war ein Flugzeug, das in den 1920er Jahren durch den Amerikaner Walter Barling (1890–1965) konzipiert wurde.

## Beschreibung
Die NB-3 ist ein Tandem-Tiefdecker mit offenem Cockpit, konventionellem Spornradfahrwerk und verfügt über ein Doppelsteuer für Pilot und Fluglehrer.
Der Rumpf wurde in geschweißtem Stahlrohr konstruiert und mit Stoff bespannt. Bei den Flügeln verwendete Walter Barling eine damals neuartige Metall-Doppelschicht. Die Aluminiumhaut mit einer glatten Außenseite wurde mittels Walzen und Pressen hergestellt. Der U-Profil-Holm war ebenfalls aus Aluminium gefertigt. Das Flugzeug wurde mit einem 60 PS starken 3-Zylinder-Sternmotor von der British Anzani Motor Company angetrieben. Der Erstflug fand 1928 statt. In Folge wurden 76 Exemplare mit verschiedenen Motoren von der Nicholas-Beazley Airplane Company in Marshall, Missouri hergestellt. 1929 nahm eine modifizierte NB-3L beim National Air Races in den USA teil.

## Motor-Varianten
- NB-3 mit  Anzani 60 PS (45 kW), davon wurden nur 3 Stück verbaut
- NB-3G mit Armstrong-Siddeley Genet Mk II 80 PS (60 kW)
- NB-3L mit Lambert 90 PS (67 kW)

Der NB-3-Rumpf wurde verbreitert, so dass im Cockpit eine Sitzanordnung bis zu 3 Personen möglich war. Diese Variante der NB-3 wurde ab 1930 mit der Typenbezeichnung NB-4 Side-by-Side-Variante mit Armstrong-Siddeley Genet Mk II 80 PS (60 kW) achtmal produziert.

## Technische Daten der NB-3
| Kenngröße              | Daten                                |
| ---------------------- | ------------------------------------ |
| Besatzung              | 2                                    |
| Länge                  | 6,68 m                               |
| Spannweite             | 9,98 m                               |
| Flächenprofil          | Barling 90-A                         |
| Triebwerk              | 1 × Anzani-Sternmotor, 60 PS (44 kW) |
| Propeller              | Zweiblatt                            |
| Höchstgeschwindigkeit  | 161 km/h (87 kn)                     |
| Reisegeschwindigkeit   | 137 km/h (74 kn)                     |
| Mindestgeschwindigkeit | 97 km/h (52 kn)                      |